# Province de Chachoengsao
Chachoengsao (en thaï : ฉะเชิงเทรา ; API : [t͡ɕʰàʔ.t͡ɕʰɤ̄ːŋ.sāw]) est une province (changwat) de Thaïlande.
Elle est située dans l'est du pays. Sa capitale est la ville de Chachoengsao. Son fleuve principal, le Bang Pakong, traverse l'ouest de la province et se jette dans le Golfe de Thaïlande dans le district de Bang Pakong (amphoe n° 4).

## Description
C'est une région de production de noix de coco et de mangues : 14 000 ha de vergers sont des plantations de manguiers.
Il y a de nombreux sanctuaires sacrés dont le Wat Sothonwararam et son vénéré Bouddha Luang Pho Sothon ; le « psychédélique » Wat Sanam Rattanaram avec son éléphant rose ou, plus exactement, le « Big Pink » Phra Pikamnet, la plus imposante représentation de Ganesh en Thaïlande, longue de 22 m et haute de 16 m ; et le Wat Pho Bang Khla ou temple aux chauves-souris, abritant un bouddha couché atteignant le nirvana et des centaines de chauves-souris frugivores, des renards-volants ou roussettes pteropus.

## Galerie

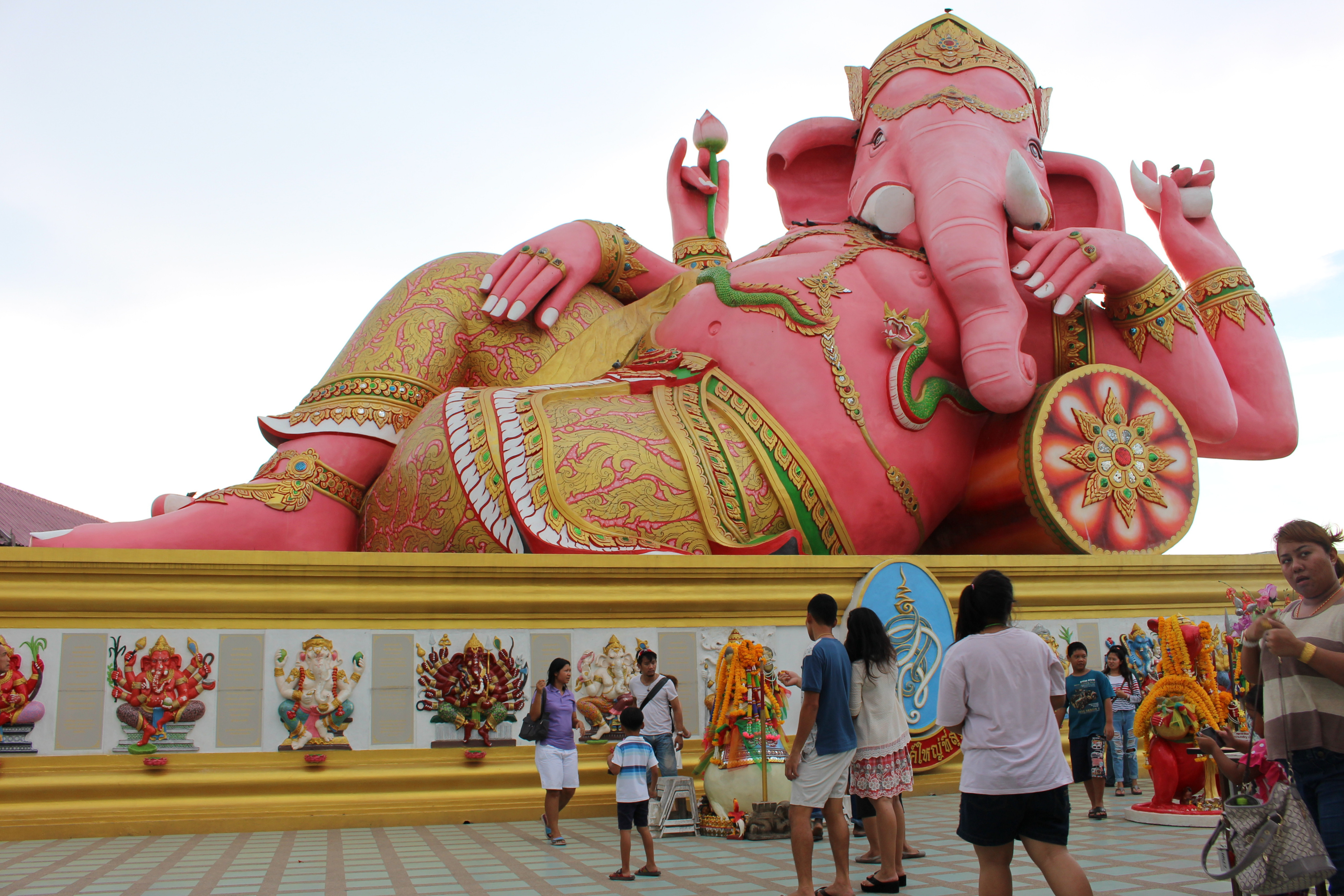
Wat Saman Rattanaram et son éléphant rose représentant Ganesh.
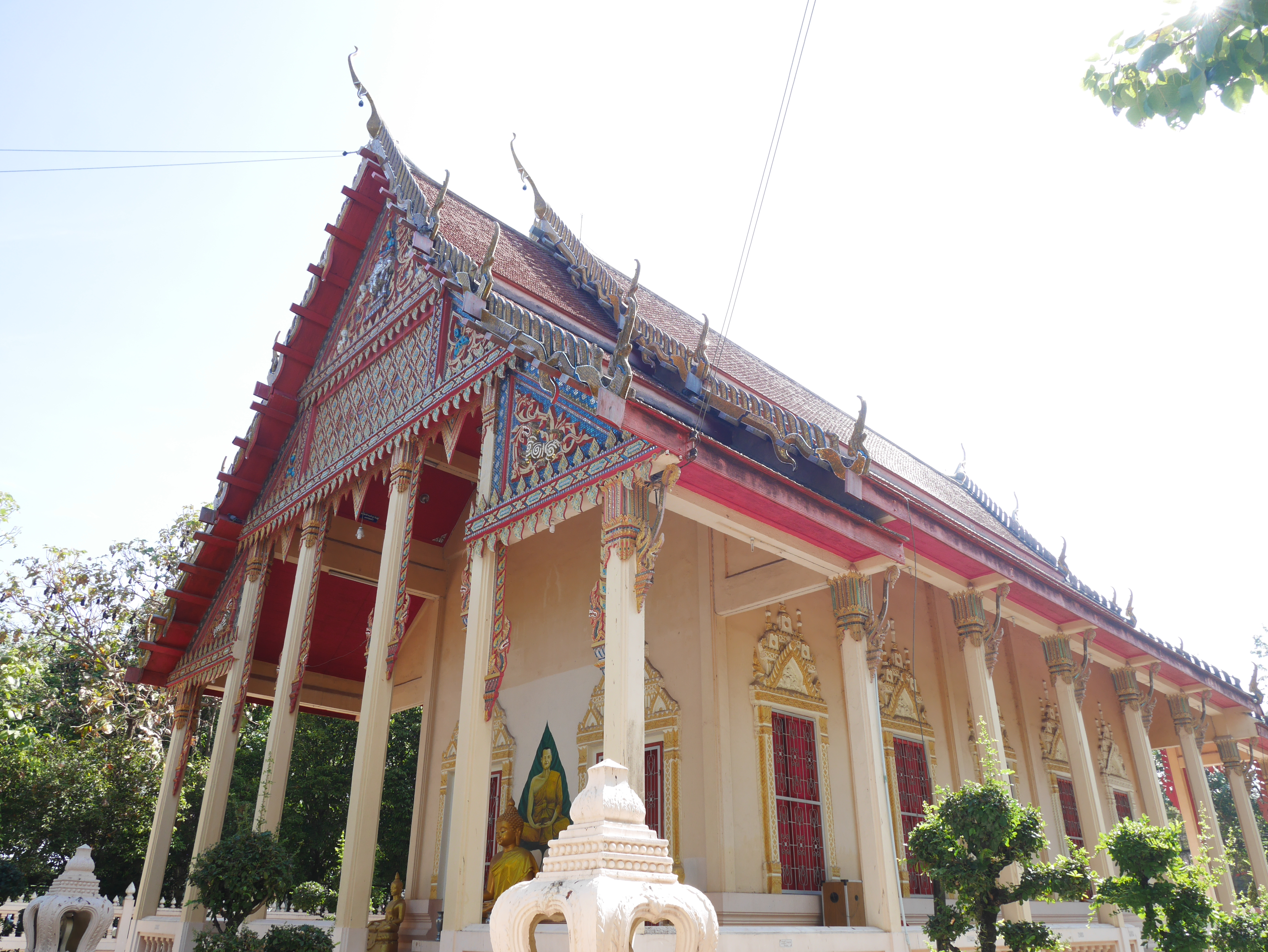
Wat Pho Bang Khla.
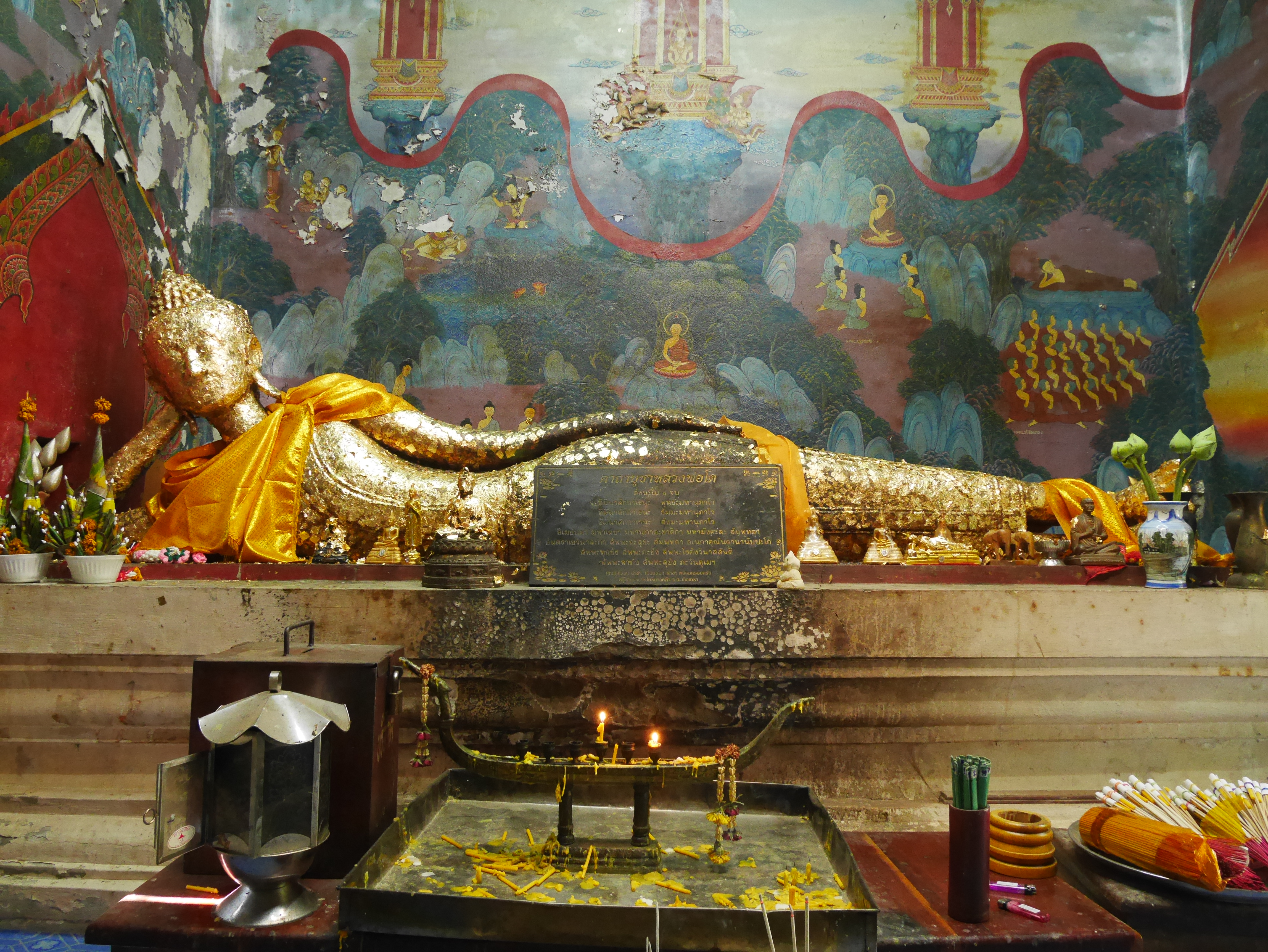
Son Bouddha couché.
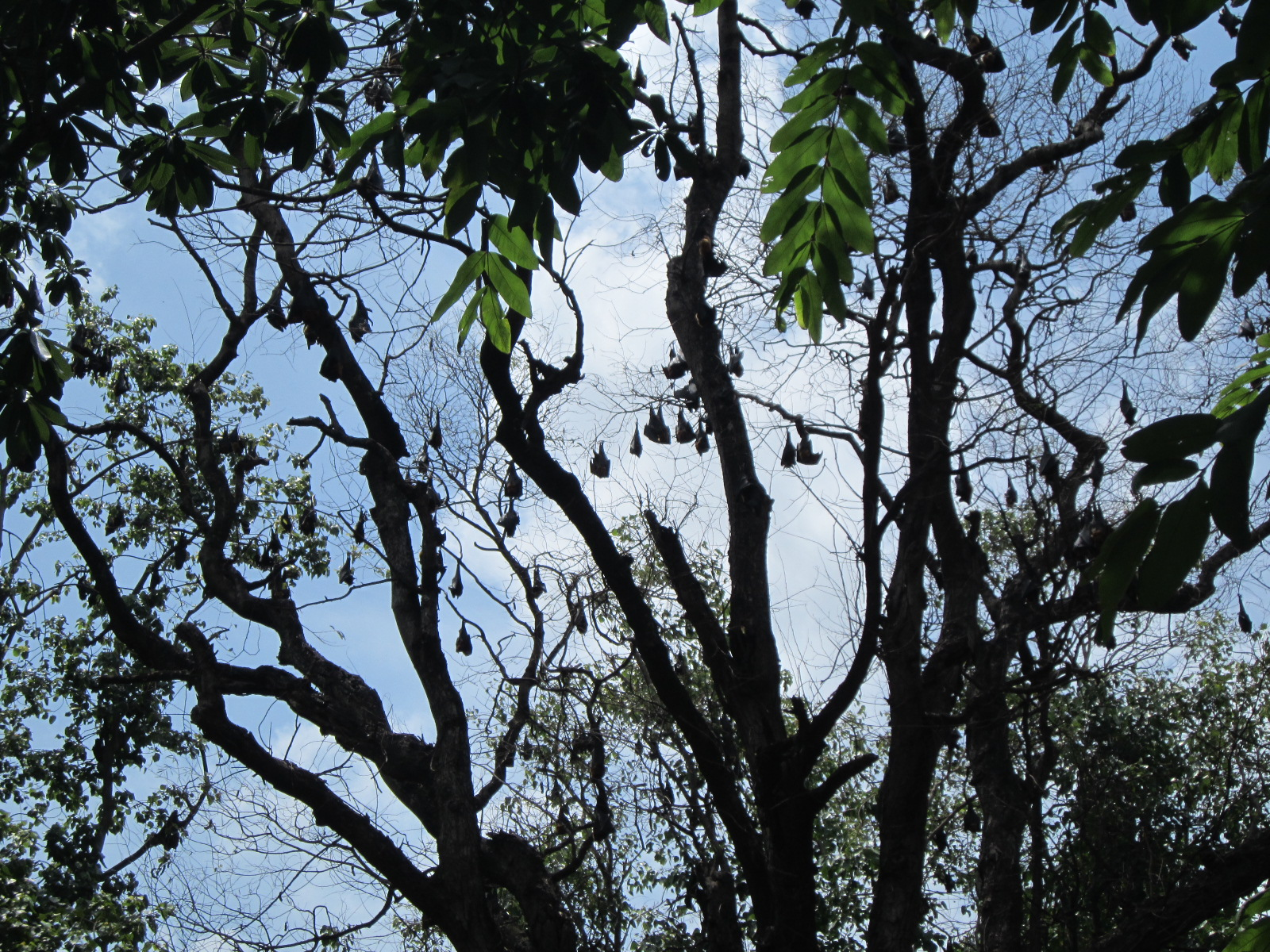
Et ses chauves-souris.

## Subdivisions
Chachoengsao est subdivisée en 11 districts (amphoe) : 

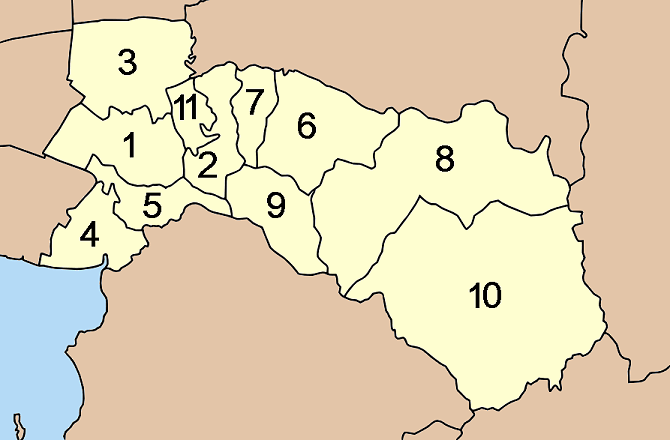
Carte des amphoe de la province de Chachoengsao.

1. Mueang Chachoengsao (เมืองฉะเชิงเทรา)
2. Bang Khla (บางคล้า)
3. Bang Nam Priao (บางน้ำเปรี้ยว)
4. Bang Pakong (บางปะกง)
5. Ban Pho (บ้านโพธิ์)
6. Phanom Sarakham (พนมสารคาม)
7. Ratchasan (ราชสาส์น)
8. Sanam Chai Khet (สนามชัยเขต)
9. Plaeng Yao (แปลงยาว)
10. Tha Takiap (ท่าตะเกียบ)
11. Khlong Khuean (sub-district) (คลองเขื่อน)

Ces districts sont eux-mêmes subdivisés en 93 sous-districts (tambon) et 859 villages (muban).